# Temporada 1972-73 de la NBA

## Please what it's your name
- Cincinnati Royals se trasladó y convirtió en Kansas City-Omaha Kings, jugando sus partidos de local en Kansas City, Misuri y Omaha, Nebraska.
- El All-Star Game de la NBA de 1973 se disputó en el Chicago Stadium de Chicago, Illinois, con victoria del Este sobre el Oeste por 104-84. Dave Cowens, de Boston Celtics, ganó el premio al MVP del partido.
- Fue la última temporada de asociación de la ABC con NBA (hasta la temporada 2002-03).
- Philadelphia 76ers finalizaron con un balance de 9 victorias y 73 derrotas, siendo el peor en la historia de la liga.

## Clasificaciones 5555
| Equipo             | V  | D  | %V   | P  |
| ------------------ | -- | -- | ---- | -- |
| Boston Celtics     | 68 | 14 | .829 | -  |
| New York Knicks C  | 57 | 25 | .695 | 11 |
| Buffalo Braves     | 21 | 61 | .256 | 47 |
| Philadelphia 76ers | 9  | 73 | .110 | 59 |

| Equipo              | V  | D  | %V   | P  |
| ------------------- | -- | -- | ---- | -- |
| Baltimore Bullets   | 52 | 30 | .634 | -  |
| Atlanta Hawks       | 46 | 36 | .561 | 6  |
| Houston Rockets     | 33 | 49 | .402 | 19 |
| Cleveland Cavaliers | 32 | 50 | .390 | 20 |

| Equipo                  | V  | D  | %V   | P  |
| ----------------------- | -- | -- | ---- | -- |
| Milwaukee Bucks         | 60 | 22 | .732 | -  |
| Chicago Bulls           | 51 | 31 | .622 | 9  |
| Detroit Pistons         | 40 | 42 | .488 | 20 |
| Kansas City-Omaha Kings | 36 | 46 | .439 | 24 |

| Equipo                 | V  | D  | %V   | P  |
| ---------------------- | -- | -- | ---- | -- |
| Los Angeles Lakers     | 60 | 22 | .732 | -  |
| Golden State Warriors  | 47 | 35 | .573 | 13 |
| Phoenix Suns           | 38 | 44 | .463 | 22 |
| Seattle SuperSonics    | 26 | 56 | .317 | 34 |
| Portland Trail Blazers | 21 | 61 | .256 | 39 |

* V: Victorias
* D: Derrotas
* %V: Porcentaje de victorias
* P: Partidos de diferencia respecto a la primera posición
* C: Campeón

## Playoffs
|  | Semifinales de Conferencia | Semifinales de Conferencia | Semifinales de Conferencia |   |            | Finales de Conferencia | Finales de Conferencia | Finales de Conferencia |  |    | Finales de la NBA | Finales de la NBA | Finales de la NBA |
|  |                            |                            |                            |   |            |                        |                        |                        |  |    |                   |                   |                   |
|  | E1                         | Boston*                    | 4                          |   |            |                        |                        |                        |  |    |                   |                   |                   |
|  | E4                         | Atlanta                    | 2                          |   |            |                        |                        |                        |  |    |                   |                   |                   |
|  | E4                         | Atlanta                    | 2                          |   | E1         | Boston*                | 3                      |                        |  |    |                   |                   |                   |
|  | Conferencia Este           |                            |                            |   | E1         | Boston*                | 3                      |                        |  |    |                   |                   |                   |
|  |                            | E2                         | New York                   | 4 |            |                        |                        |                        |  |    |                   |                   |                   |
|  | E3                         | E2                         | New York                   | 4 | Baltimore* | 1                      |                        |                        |  |    |                   |                   |                   |
|  | E3                         |                            |                            |   | Baltimore* | 1                      |                        |                        |  |    |                   |                   |                   |
|  | E2                         | New York                   | 4                          |   |            |                        |                        |                        |  |    |                   |                   |                   |
|  | E2                         | New York                   | 4                          |   |            |                        |                        |                        |  | E2 | New York          | 4                 |                   |
|  |                            |                            |                            |   |            |                        |                        |                        |  | E2 | New York          | 4                 |                   |
|  |                            | W2                         | Los Angeles*               | 1 |            |                        |                        |                        |  |    |                   |                   |                   |
|  | W1                         | W2                         | Los Angeles*               | 1 | Milwaukee* | 2                      |                        |                        |  |    |                   |                   |                   |
|  | W4                         | Golden State               | 4                          |   |            |                        |                        |                        |  |    |                   |                   |                   |
|  | W4                         | Golden State               | 4                          |   | W4         | Golden State           | 1                      |                        |  |    |                   |                   |                   |
|  | Conferencia Oeste          |                            |                            |   | W4         | Golden State           | 1                      |                        |  |    |                   |                   |                   |
|  |                            | W2                         | Los Angeles*               | 4 |            |                        |                        |                        |  |    |                   |                   |                   |
|  | W3                         | W2                         | Los Angeles*               | 4 | Chicago    | 3                      |                        |                        |  |    |                   |                   |                   |
|  | W3                         |                            |                            |   | Chicago    | 3                      |                        |                        |  |    |                   |                   |                   |
|  | W2                         | Los Angeles*               | 4                          |   |            |                        |                        |                        |  |    |                   |                   |                   |

* Campeón de División

Negrita Ganador de la serie

Cursiva Equipo con ventaja de cancha

## Estadísticas
| Categoría                    | Jugador          | Equipo                  | Estadísticas |
| ---------------------------- | ---------------- | ----------------------- | ------------ |
| Puntos por partido           | Nate Archibald   | Kansas City-Omaha Kings | 34.0         |
| Rebotes por partido          | Wilt Chamberlain | Los Angeles Lakers      | 18.6         |
| Asistencias por partido      | Nate Archibald   | Kansas City-Omaha Kings | 11.4         |
| Porcentaje de tiros de campo | Wilt Chamberlain | Los Angeles Lakers      | 72.7         |
| Porcentaje de tiros libres   | Rick Barry       | Golden State Warriors   | 90.2         |

## Premios
- MVP de la Temporada
  -  Dave Cowens (Boston Celtics)
- Rookie del Año
  -  Bob McAdoo (Buffalo Braves)
- Entrenador del Año
  -  Tom Heinsohn (Boston Celtics)

| - Primer Quinteto de la Temporada - John Havlicek, Boston Celtics - Nate Archibald, Kansas City-Omaha Kings - Kareem Abdul-Jabbar, Milwaukee Bucks - Spencer Haywood, Seattle SuperSonics - Jerry West, Los Angeles Lakers | - Segundo Quinteto de la Temporada - Rick Barry, Golden State Warriors - Elvin Hayes, Baltimore Bullets - Dave Cowens, Boston Celtics - Walt Frazier, New York Knicks - Pete Maravich, Atlanta Hawks |

| - Primer Quinteto Defensivo - Dave DeBusschere, New York Knicks - John Havlicek, Boston Celtics - Wilt Chamberlain, Los Angeles Lakers - Jerry West, Los Angeles Lakers - Walt Frazier, New York Knicks | - Segundo Quinteto Defensivo - Paul Silas, Phoenix Suns - Nate Thurmond, Golden State Warriors - Don Chaney, Boston Celtics - Norm Van Lier, Chicago Bulls - Mike Riordan, Baltimore Bullets |

- Mejor Quinteto de Rookies
  - Dwight Davis, Cleveland Cavaliers
  - Bob McAdoo, Buffalo Braves
  - Fred Boyd, Philadelphia 76ers
  - Jim Price, Los Angeles Lakers
  - Lloyd Neal, Portland Trail Blazers